# لوتز لونگ
لوتز لونگ (انگلیسی: Carl-Ludwig Hermann "Luz" Long; ۲۷ آوریل ۱۹۱۳ – ۱۴ ژوئیهٔ ۱۹۴۳) ورزشکار پرش طول اهل آلمان بود.
وی در مسابقات کشوری و بین‌المللی در مجموع برندهٔ یک مدال نقره و ۲ مدال برنز شد.